# Schetpe
Schetpe (kasachisch und russisch Шетпе) ist ein Ort in Kasachstan.

## Geografie
Schetpe liegt im Westen Kasachstans im Gebiet Mangghystau etwa 100 Kilometer nordöstlich von Aqtau auf der Halbinsel Mangischlak. Der Ort liegt in einer Vertiefung der Bergkette Mangghystau, eines bis zu 500 Meter hohen Gebirges, das vor allem aus Kalkstein und Sandstein besteht. Nordwestlich von Schetpe erhebt sich der Westqaratau und südöstlich der Ostqaratau.
Schetpe ist Verwaltungssitz des Bezirks Mangghystau.

## Bevölkerung
Bei der Volkszählung 1999 hatte Schetpe 10.237 Einwohner. Die Volkszählung 2009 ergab für den Ort eine Einwohnerzahl von 12.223. Bei der letzten Volkszählung 2021 lebten 16.762 Menschen in Schetpe. Die Fortschreibung der Bevölkerungszahl ergab zum 1. Januar 2025 eine Einwohnerzahl von 16.990.
| Einwohnerentwicklung               | Einwohnerentwicklung | Einwohnerentwicklung | Einwohnerentwicklung | Einwohnerentwicklung | Einwohnerentwicklung |
| 1970                               | 1979                 | 1989                 | 1999                 | 2009                 | 2021                 |
| ---------------------------------- | -------------------- | -------------------- | -------------------- | -------------------- | -------------------- |
| 4.974                              | 8.162                | 10.581               | 10.237               | 12.223               | 16.762               |
| Anmerkung: Volkszählungsergebnisse |                      |                      |                      |                      |                      |

## Wirtschaft und Verkehr
2011 wurde in Schetpe mit dem Bau eines Zementwerks begonnen. Im Juli 2014 wurde das Werk eröffnet; es wurden dadurch etwa 400 Arbeitsplätze geschaffen. Es firmiert unter dem Namen KaspijZement (rus. КаспийЦемент) und gehört zum deutschen Baustoffkonzern HeidelbergCement. Hier wird Kreidegestein zu Zement verarbeitet, der vor allem in der Erdölindustrie der Region weiterverarbeitet wird.
Durch den Ort führt die kasachische Fernstraße A33, die in nördlicher Richtung weiter nach Beineu und Qulsary bis nach Dossor in der Nähe von Atyrau führt. In südlicher Richtung gelangt man über Schetibai bis nach Aqtau. Schetpe ist auch an das Eisenbahnnetz angebunden und verfügt über einen Bahnhof an der Linie von Beineu nach Schangaösen.

## Söhne und Töchter des Ortes
- Ghalymschan Nijasow (* 1973), Politiker